# Trisetum curvisetum
Trisetum curvisetum là một loài thực vật có hoa trong họ Hòa thảo. Loài này được Morden & Valdés-Reyna miêu tả khoa học đầu tiên năm 1983.